# Terebrebus monstrosus
Terebrebus monstrosus är en stekelart som beskrevs av Vladimir Ivanovich Tobias 1999. Terebrebus monstrosus ingår i släktet Terebrebus och familjen bracksteklar. Inga underarter finns listade i Catalogue of Life.